# Тсханені (аеродром)
Аеродро́м «Тсханені» (англ. Airport Tshaneni) — аеродром Свазіленду, розташований поряд з містечком Тжанені.